# Afrojack
Afrojack, właściwie Nick Leonardus van de Wall (ur. 9 września 1987 w Spijkenisse) – holenderski DJ i producent muzyczny. Jeden z pionierów brzmień, wywodzących się z electro house, zwanych dutch house.

## Życiorys
Edukację muzyczną rozpoczął w wieku 5 lat od nauki gry na pianinie. Kilka lat później skomponował swoje pierwsze utwory przy wykorzystaniu oprogramowania FL Studio, na którym następnie kontynuował produkcję muzyczną. Ostatecznie po ukończeniu szkoły podjął decyzję o rozpoczęciu kariery muzycznej i zadebiutował w klubie Las Palmas w Rotterdamie. W 2006 roku przez pięć miesięcy pracował jako DJ na Krecie, gdzie zdobył wykształcenie w zakresie profesjonalnej produkcji muzycznej oraz zrealizował pierwsze nagranie, zatytułowane "Fuck Detroit". Po powrocie do rodzinnego kraju, założył wytwórnię płytową Wall Recordings i zaczął występować pod pseudonimem artystycznym Afrojack. W ramach własnej wytwórni artysta wydał utwory, które odniosły sukces zarówno w Holandii, jak i za granicą. W związku z tym otrzymał propozycję współpracy z Davidem Guettą. W 2011 roku van de Wall wraz z Guettą zdobył nagrodę Grammy za remiks utworu „Revolver” amerykańskiej piosenkarki Madonny.
W 2013 roku artysta we współpracy z METI wyprodukował utwór "Be My Lover" dla rumuńskiej piosenkarki Inny, w oparciu o sample piosenki o tym samym tytule, niemieckiego duetu La Bouche.
19 maja 2014 roku ukazał się debiutancki album studyjny artysty, zatytułowany Forget the World. Gościnnie w nagraniach udział wzięli m.in. Wiz Khalifa, Sting, Snoop Dogg i Chris Brown.
Ponadto współpracował z takimi wykonawcami jak Eva Simons, Tiësto, Chris Brown, Steve Aoki, Ne-Yo, Pitbull czy Shakira.
W zestawieniu DJ Mag Top 100 Afrojack uzyskał dziewiętnaste miejsce w 2010, siódme w 2011, dziewiąte w 2012 i 2013, dwunaste w 2014, ósme w 2015 i 2017 oraz dziesiąte w 2016.

## Dyskografia

### Albumy
- 2009: Lost & Found
- 2011: Lost & Found 2
- 2014: Forget the World

### Single
- 2006: "In Your Face"
- 2008: "Drop Down (Do My Dance)" (oraz The Partysquad)
- 2010: "A Msterdamn" (oraz The Partysquad)
- 2010: "Toyfriend" (oraz David Guetta; gościnnie: Wynter Gordon)
- 2010: "I'll Be There" (oraz Gregor Salto; gościnnie: Jimbolee)
- 2010: "Maldito Alcohol" (oraz Pitbull)
- 2010: "Louder than Words" (oraz David Guetta; gościnnie: Niles Mason)
- 2010: "Take Over Control" (gościnnie: Eva Simons)
- 2011: "Selecta" (oraz Quintino)
- 2011: "Give Me Everything" (oraz Pitbull; gościnnie: Ne-Yo, Nayer)
- 2011: "Tequila Sunrise" (oraz Tocadisco)
- 2011: "Bridge" (oraz Bobby Burns)
- 2011: "Pandemonium" (oraz David Guetta)
- 2011: "The Way We See the World" (oraz Dimitri Vegas & Like Mike; gościnnie: NERVO)
- 2011: "No Beef" (oraz Steve Aoki; gościnnie: Miss Palmer)
- 2011: "I Just Wanna F" (oraz David Guetta; gościnnie: Timbaland, Dev)
- 2011: "We're All No One" (oraz NERVO, Steve Aoki)
- 2011: "Lionheart"
- 2011: "Lunar" (oraz David Guetta)
- 2011: "The Future" (oraz David Guetta)
- 2012: "Can't Stop Me" (oraz Shermanology)
- 2012: "Fatility"
- 2012: "Rock the House"
- 2012: "Annie's Theme"
- 2013: "As Your Friend" (gościnnie: Chris Brown)
- 2013: "Air Guitar"
- 2013: "Ray Bomb"
- 2013: "Yubaba"
- 2013: "Rocker"
- 2013: "Griever"
- 2013: "Peanuts"
- 2013: "Jack That Body"
- 2013: "The Spark" (gościnnie: Spree Wilson)
- 2014: "Illuminate" (gościnnie: Matthew Koma)
- 2014: "Ten Feet Tall" (gościnnie: Wrabel)
- 2014: "Turn Up the Speakers" (oraz Martin Garrix)
- 2015: "Hey Mama" (oraz David Guetta, Nicki Minaj)
- 2015: "What We Live For" (oraz Bassjackers)
- 2015: "SummerThing!" (gościnnie: Mike Taylor)
- 2015: "Unstoppable"
- 2016: "Hollywood" (oraz Hardwell)
- 2016: "Hey" (oraz Fais)
- 2016: "System" (oraz  MC Ambush, Ravitez)
- 2016: "Gone" (oraz Ty Dolla Sign)

### Remiksy
- 2006: Dirtcaps – Needle Trip (Afrojack Mix)
- 2007: Greg Cerrone feat. Claudia Kennaugh – Invicible (Afrojack Dub Mix Radio)
- 2007: Quinten De Rozario & Lacroix – Peter's Guns (Afrojack Remix) & (Afrojacks Funk Mix)
- 2008: Carlos Silva feat. Nelson Freitas & Q-Plus – Cre Sabe 2008 (Afrojack Remix)
- 2008: Daniel Beasley feat. Franky Rizardo – Sensei (Afrojack's Lost Remix)
- 2008: Gregor Salto – Bouncing Harbour (Afrojacks Dinosaur Remix) & (Afrojacks Dutchfire Remix)
- 2008: Laidback Luke feat. Roman Salzger & Boogshe – Generation Noise (Afrojack Remix)
- 2008: Quinten De Rozario featuring Jessie K – Touch Me in the Morning (Afrojack Remix)
- 2008: R3hab – Mrkrstft (Afrojack Remix)
- 2008: Sassah – Wayolin (Afrojack Remix)
- 2008: Steve Angello – Gypsy (Afrojack Remix)
- 2008: Tiger Stripes – Survivor (Afrojack Remix)
- 2008: Veron – Brasileira (Afrojack Remix)
- 2009: David Guetta feat. Akon – Sexy Bitch (Afrojack Remix)
- 2009: Dim Chris feat. Angie – Love Can't Get U Wrong (Afrojack Remix)
- 2009: FM Audio – Killer (Afrojack Remix)
- 2009: Honorebel feat. Pitbull & Jump Smokers – Now You See It (Afrojack Remix)
- 2009: Josh the Funky 1 – Rock to the Beat (Afrojack Remix)
- 2009: Kid Cudi feat. Kanye West & Common – Make Her Say (Afrojack Remix)
- 2009: Larry Tee feat. Roxy Cottontail – Let's Make Nasty (Afrojack Remix)
- 2009: Madonna feat. Lil Wayne – Revolver (David Guetta & Afrojack One Love Remix) & (David Guetta & Afrojack Extended Mix)
- 2009: Princess Superstar – Perfect (Afrojack Remix)
- 2009: Redroche feat. Laura Kidd – Give U More (Afrojack Mix)
- 2009: Roog & Erick E present HouseQuake & Anita Kelsey – Shed My Skin (Afrojack Remix)
- 2009: Silvio Ecomo & Chuckie – Moombah (Afrojack Remix)
- 2009: Spencer & Hill – Cool (Afrojack Remix)
- 2009: Steve Angello & Laidback Luke feat. Robin S. – Show Me Love (Afrojack Short Remix)
- 2009: The MD X-Spress – Deep Down (The Underground) (Afrojack Remix)
- 2009: Tom Geiss & Eric G feat. Stephen Pickup – Get Up (Afrojack Remix) & (Afrojack Dub Mix)
- 2010: Benny Benassi – Satisfaction (Afrojack Remix)
- 2010: David Guetta feat. Rihanna – Who's That Chick? (Afrojack Remix) & (Afrojack Dub Remix)
- 2010: Duck Sauce – Barbra Streisand (Afrojack Ducky Mix) & (Afrojack Meat Mix)
- 2010: Example – Kickstarts (Afrojack Remix)
- 2010: i SQUARE – Hey Sexy Lady (Afrojack Remix)
- 2010: Hitmeister D – Looking Out for Love (Afrojack Mix)
- 2010: Lady Gaga – Alejandro (Afrojack Remix)
- 2010: Sidney Samson feat. Wizard Sleeve – Riverside (Afrojack Dutch Remix)
- 2010: Tocadisco & Nadia Ali – Better Run (Afrojack Remix)
- 2010: Jason Derulo - Whatcha Say (Afrojack Remix)
- 2011: David Guetta feat. Nicki Minaj & Flo Rida – Where Them Girls At (Afrojack Remix)
- 2011: George F – Wayo (Afrojack Remix)
- 2011: Ian Carey feat. Snoop Dogg & Bobby Anthony – Last Night (Afrojack Remix)
- 2011: Lady Gaga – Marry the Night (Afrojack Remix)
- 2011: Leona Lewis & Avicii – Collide (Afrojack Radio Edit)
- 2011: The Black Eyed Peas – The Time (Dirty Bit) (Afrojack Remix)
- 2011: Pitbull feat. Ne-Yo, Afrojack & Nayer – Give Me Everything (Afrojack Remix)
- 2011: Pitbull feat. T-Pain – Hey Baby (Drop It to the Floor) (AJ Fire Remix)
- 2011: Snoop Dogg – Sweat (David Guetta & Afrojack Dub Mix)
- 2011: Tinie Tempah – Pass Out (Afrojack Remix)
- 2011: The Wombats – Techno Fan (Afrojack Remix)
- 2011: ZZT – ZZafrika (Afrojack Rework)
- 2012: R3hab & Swanky Tunes – Sending My Love (Afrojack Edit)
- 2012: Pitbull feat. Enrique Iglesias & Afrojack – I Like (The Remix)
- 2012: Bruno Mars – It Will Rain (Afrojack & Redux Remix)
- 2012: Michael Jackson – Bad (Afrojack Remix)
- 2012: will.i.am feat. Eva Simons – This Is Love (Afrojack Remix)
- 2012: Wonder Girls – The DJ Is Mine (Afrojack Remix)
- 2012: Steve Aoki & Angger Dimas feat. Iggy Azalea – Beat Down (Afrojack Remix)
- 2012: Michael Jackson – Bad (Afrojack Remix feat. Pitbull)
- 2012: Kirsty – Hands High (Afrojack Radio Edit)
- 2012: Keane – Sovereign Light Café (Afrojack Remix)
- 2013: PSY – Gangnam Style (Afrojack Remix)
- 2013: Nari & Milani – Atom (Afrojack Edit)
- 2013: Donna Summer – I Feel Love (Afrojack Remix)
- 2013: Avicii – Wake Me Up (Afrojack Remix)
- 2013: Miley Cyrus – Wrecking Ball (Afrojack Remix)
- 2013: Lana Del Rey – Young & Beautiful (Afrojack Remix)
- 2013: Redfoo – Let's Get Ridiculous (Afrojack Remix)
- 2013: Tiësto – Red Lights (Afrojack Remix)
- 2014: 30 Seconds to Mars – Do or Die (Afrojack Remix)
- 2014: Robin Thicke – Forever Love (Afrojack Remix)
- 2014: Ludacris feat. Jeremih & Wiz Khalifa – Party Girls (Afrojack Remix)
- 2014: Afrojack feat. Wrabel – Ten Feet Tall (Afrojack & D-wayne Remix)
- 2014: Miley Cyrus - Wrecking ball (Afrojack Remix)
- 2015: Karim Mika & Daniel Forster – Crunk (Afrojack Edit)
- 2015: Rihanna feat. Kanye West & Paul McCartney – FourFiveSeconds (Afrojack Remix)
- 2015: David Guetta feat. Nicki Minaj & Afrojack – Hey Mama (Afrojack Remix)
- 2015: Mr. Probz – Nothing Really Matters (Afrojack Remix)
- 2015: Jeremih feat. Flo Rida – Tonight Belongs to U! (Afrojack Remix)
- 2015: Magic! – No Way No (Afrojack & Apster Remix)
- 2015: Dimitri Vegas & Like Mike featuring Ne-Yo – Higher Place (Afrojack Remix)
- 2015: Hozier – Take me to Church (Afrojack Remix)
- 2016: D.O.D – Taking You Back (Afrojack Edit)
- 2016: Major Lazer feat. Justin Bieber & MØ – Cold Water (Afrojack Remix)
- 2016: Desiigner – Panda (Afrojack Remix)
- 2017: Major Lazer feat. Travis Scott, Camila Cabello & Quavo – Know No Better (Afrojack Remix)